# Mats Strandberg (författare)

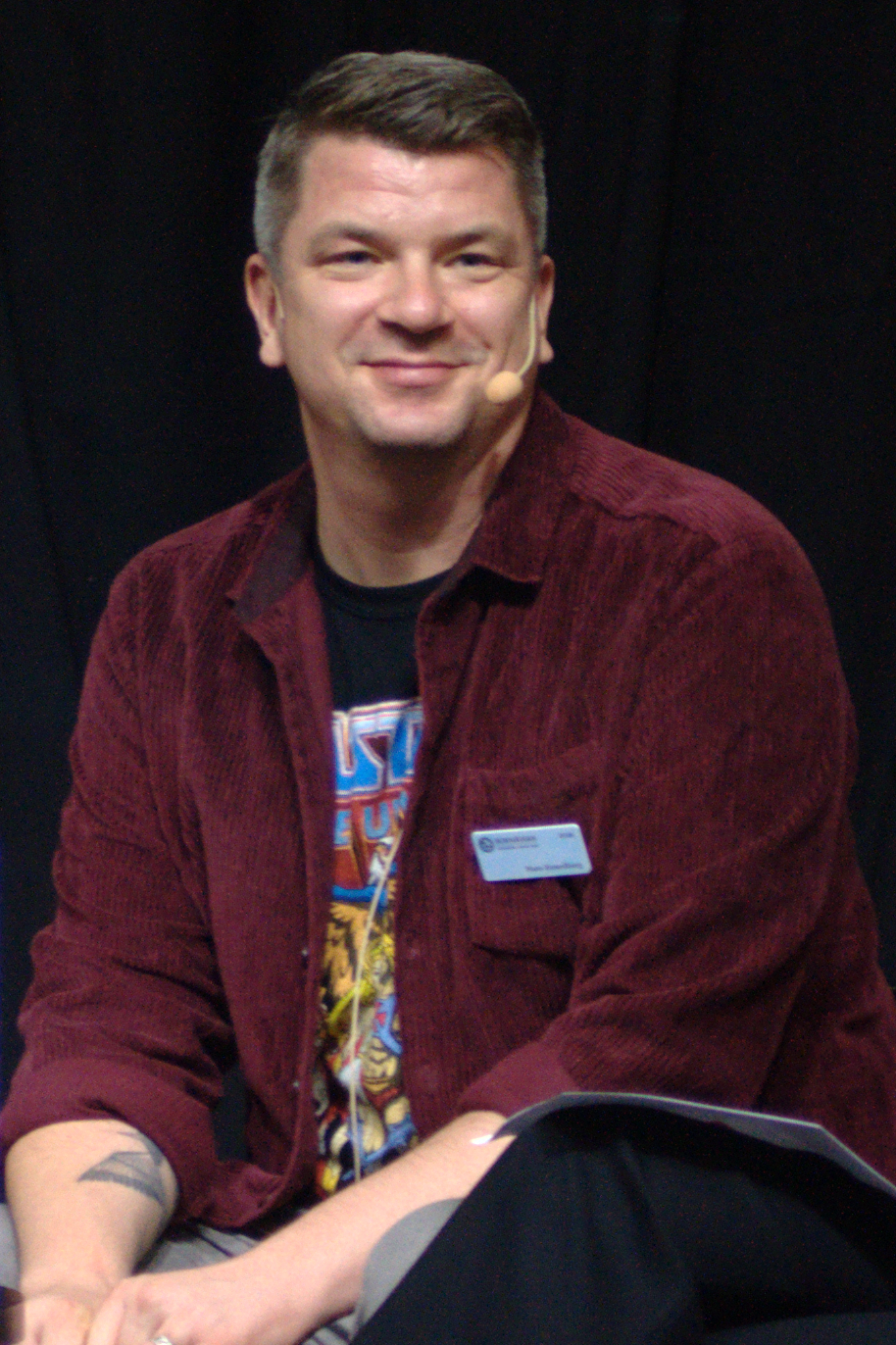
Strandberg på Bokmässan 2019.

Mats Olof Erling Strandberg, född 23 oktober 1976 i Västanfors, Fagersta kommun, är en svensk författare och krönikör. 

## Biografi
Han debuterade med romanen Jaktsäsong 2006. Ungdomsfantasyromanen Cirkeln, som han författade tillsammans med Sara Bergmark Elfgren, nominerades till Augustpriset i ungdomsbokskategorin 2011. Mats Strandberg påbörjade 2016 en ny fantasytrilogi om Monstret Frank för barn 6–9 år tillsammans med illustratören Sofia Falkenhem.
Strandberg är gift med skådespelaren Johan Ehn.
Strandbergs bok Konferensen filmatiserades 2023 och fick premiär med samma namn på Netflix.

## Priser och utmärkelser
- 2011 - Bokjuryn
- 2012 - Stora läsarpriset
- 2012 - Bokjuryn
- 2012 - Bokbloggarnas litteraturpris
- 2013 - Stora läsarpriset